# Sơ lược về Việt Nam
Bài sơ lược sau đây cung cấp một cái nhìn tổng quan cũng như hướng dẫn chủ đề về Việt Nam:

Vị trí của Việt Nam

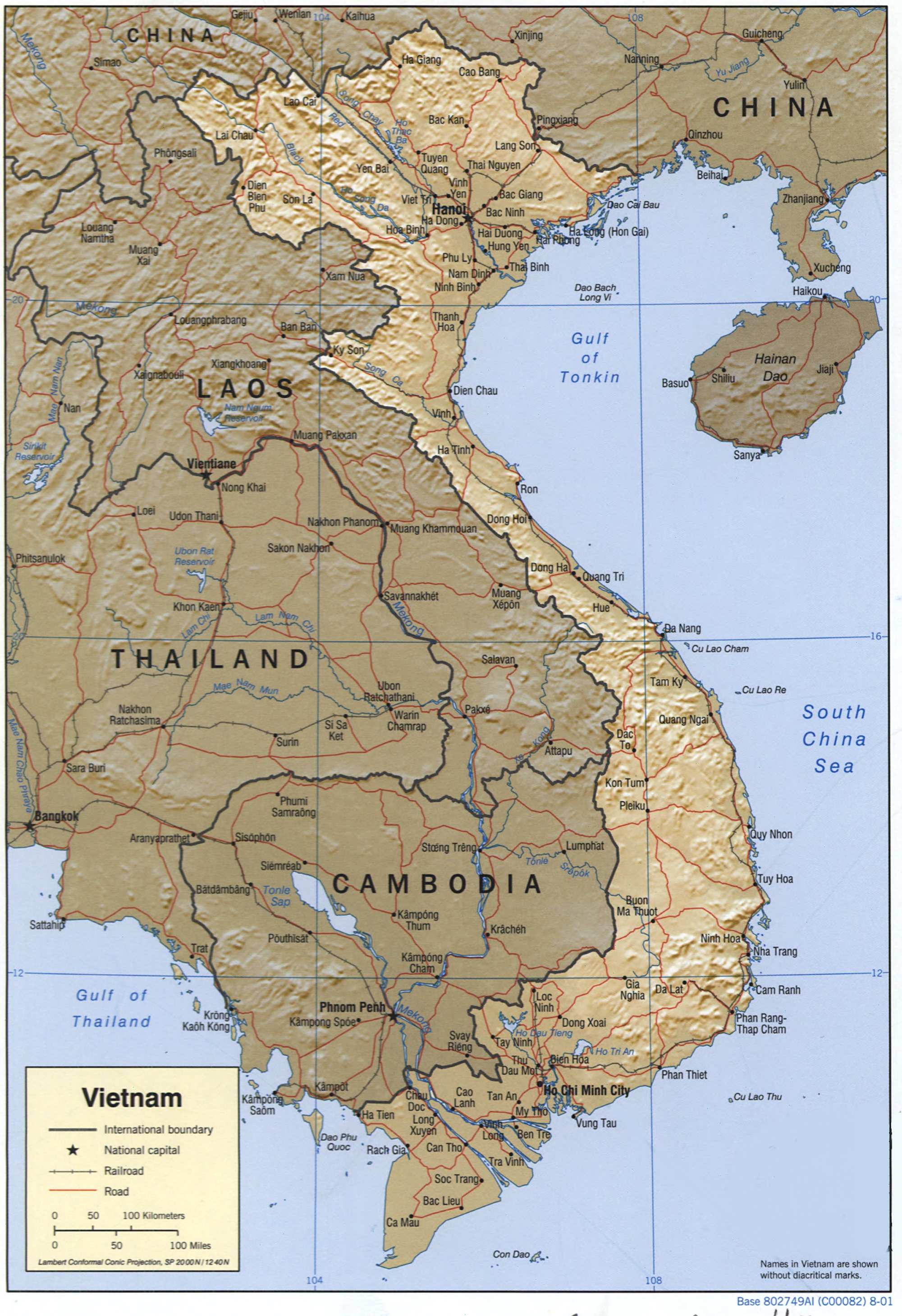
Bản đồ chạm nổi có thể phóng to của nước Cộng hòa xã hội chủ nghĩa Việt Nam

Việt Nam – quốc gia có chủ quyền nằm ở phía đông bán đảo Đông Dương ở Đông Nam Á. Nó giáp ranh với Trung Quốc ở phía bắc, với Lào ở phía tây bắc, với Campuchia ở phía tây nam và Biển Đông về phía đông. Với dân số hơn 98 triệu người, Việt Nam là quốc gia đông dân thứ 15 trên thế giới.
Việt Nam từng nằm dưới sự cai trị của các triều đại Trung Hoa trong một nghìn năm, trước khi trở thành một quốc gia vào thế kỷ thứ 10. Các triều đại kế tiếp phát triển mạnh mẽ cùng với sự mở rộng về mặt địa lý cũng như chính trị sâu rộng hơn vào Đông Nam Á, cho đến khi bị người Pháp đô hộ vào giữa thế kỷ 19. Những nỗ lực chống lại người Pháp cuối cùng đã dẫn đến việc người Pháp bị trục xuất khỏi đất nước vào giữa thế kỷ 20, để lại một quốc gia bị chia cắt về mặt chính trị thành hai đất nước. Giao tranh gay gắt giữa hai bên tiếp tục diễn ra trong Chiến tranh Việt Nam, kết thúc với chiến thắng của cộng sản vào năm 1975.
Nổi lên sau một cuộc chiến tranh lâu dài và gay gắt, quốc gia bị chiến tranh tàn phá này đã bị cô lập về mặt chính trị. Các quyết sách kinh tế kế hoạch hóa tập trung của chính phủ đã cản trở quá trình tái thiết sau chiến tranh và những đối xử với bên thua cuộc đã gây ra nhiều bất bình hơn là hòa giải. Năm 1986, đất nước này tiến hành cải cách kinh tế, chính trị và bắt đầu con đường hướng tới tái hội nhập quốc tế. Cho tới năm 2000, Việt Nam đã thiết lập quan hệ ngoại giao với hầu hết các nước. Tăng trưởng kinh tế của Việt Nam đứng vào hàng cao nhất thế giới trong thập kỷ qua. Những nỗ lực này đã đạt đến đỉnh điểm khi Việt Nam gia nhập Tổ chức Thương mại Thế giới vào năm 2007 và thành công trong việc trở thành thành viên không thường trực của Hội đồng Bảo an Liên Hợp Quốc vào năm 2008.

## Thông tin tham khảo chung
- Phát âm:

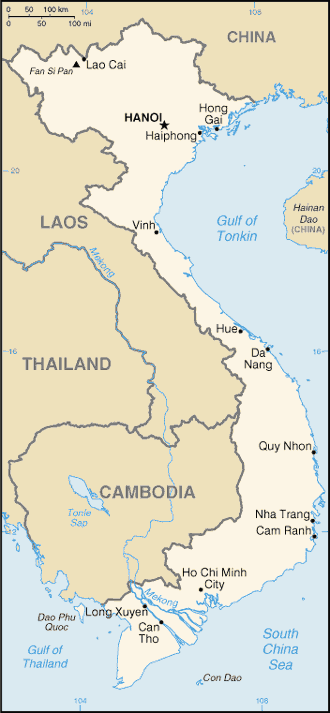
Bản đồ cơ bản có thể phóng to của Việt Nam

- Tên gọi quốc gia thông dụng: Việt Nam
  - Tiếng Anh: Vietnam hoặc Viet Nam
    - Adjective: Vietnam, Vietnamese
    - Demonym:  Vietnamese
- Tên gọi quốc gia chính thức: Cộng hòa xã hội chủ nghĩa Việt Nam
  - Tiếng Anh: Socialist Republic of Vietnam
- Từ nguyên học : Tên gọi Việt Nam
- Bảng xếp hạng quốc tế của Việt Nam
- Mã ISO quốc gia : VN, VNM, 704
- Mã ISO vùng: Xem ISO 3166-2:VN
- Tên miền mã quốc gia cấp cao nhất trên Internet: .vn
- Danh bạ Việt Nam Lưu trữ ngày 22 tháng 10 năm 2016 tại Wayback Machine

## Địa lý Việt Nam
Địa lý Việt Nam
- Việt Nam là: một quốc gia
- Vị trí:
  - Bắc bán cầu và Đông bán cầu
  - Khối Á-Âu
    - Châu Á
      - Đông Nam Á
        - Đông Dương

  - Múi giờ: UTC+07
  - Điểm cực trị của Việt Nam
    - Cao: Fansipan 3.143 m (10.312 ft)

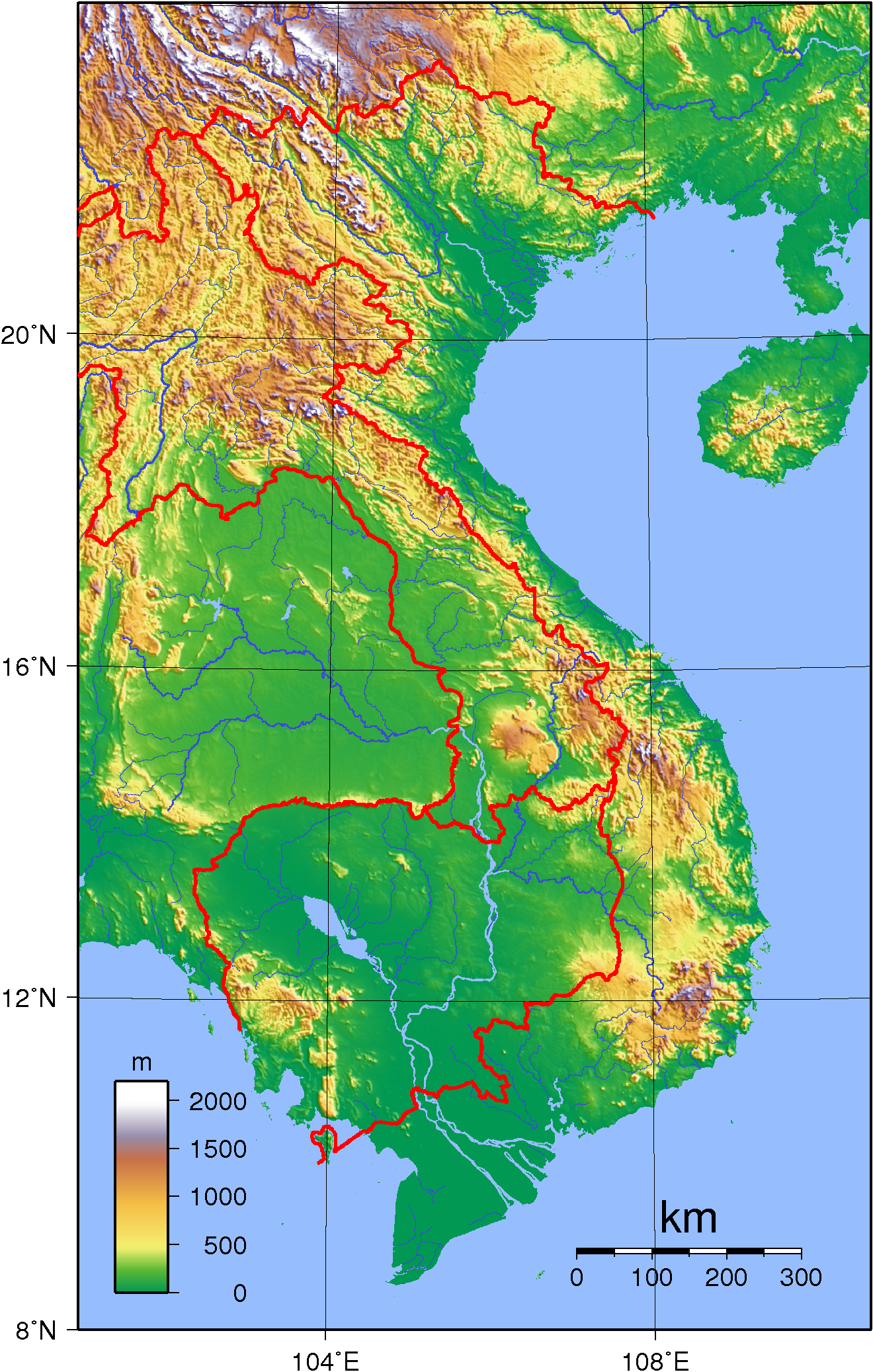
Bản đồ địa hình có thể phóng to của Việt Nam

    - Thấp: Biển Đông (tên quốc tế: Biển Nam Trung Hoa - South China Sea) 0 m (0 ft)

  - Ranh giới đất: 4.639 km (2.883 mi)

 Lào 2.130 km (1.324 mi)
 Trung Quốc 1.281 km (796 mi)
 Campuchia 1.228 km (763 mi)
- Đường bờ biển: 3.444 km (2.140 mi) (ngoại trừ các đảo)

- Dân số Việt Nam: 98.672.896  - Quốc gia đông dân thứ 15
- Diện tích Việt Nam: 331.690 km2
- Bản đồ Atlas của Việt Nam

### Môi trường Việt Nam
Môi trường tại Việt Nam
- Khí hậu tại Việt Nam
- Vấn đề môi trường tại Việt Nam
- Năng lượng tái tạo tại Việt Nam
- Địa chất Việt Nam
- Các khu bảo tồn tại Việt Nam

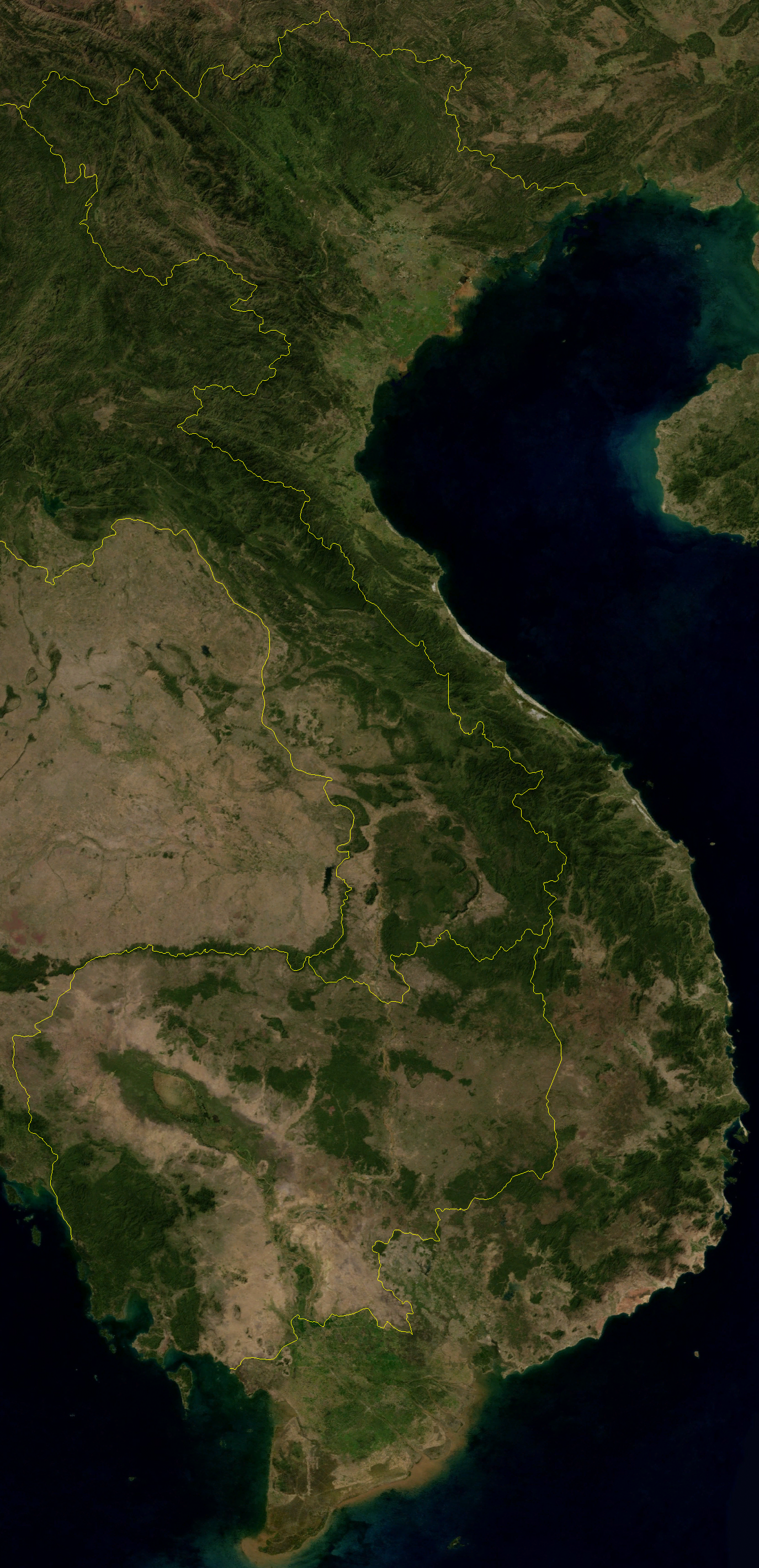
Bản đồ vệ tinh có thể phóng to của Việt Nam

  - Các nguồn dự trữ sinh quyển tại Việt Nam
  - Các công viên/vườn quốc gia tại Việt Nam
- Sự sống hoang dã Việt Nam
  - Động vật Việt Nam
    - Chim Việt Nam
    - Động vật có vú Việt Nam

#### Đặc điểm địa lý tự nhiên của Việt Nam
- Các đảo của Việt Nam
- Các hồ của Việt Nam
- Các núi của Việt Nam
  - Các núi lửa của Việt Nam
- Sông ngòi Việt Nam
- Danh sách di sản thế giới Việt Nam

### Các vùng của Việt Nam
Các vùng của Việt Nam

#### Các vùng sinh thái của Việt Nam
Danh sách các vùng sinh thái ở Việt Nam
- Các vùng sinh thái ở Việt Nam

#### Các đơn vị hành chính của Việt Nam
Các đơn vị hành chính của Việt Nam
- Các vùng của Việt Nam
  - Các tỉnh của Việt Nam
    - Các huyện của Việt Nam

##### Các vùng của Việt Nam
Chính phủ Việt Nam thường nhóm các tỉnh thành làm 8 vùng bộ. Sự phân cấp như thế này không phải lúc nào cũng được sử dụng, cũng như có những loại phân cấp khác dùng thay thế.
- Tây Bắc Bộ
- Đông Bắc Bộ
- Đại Hà Nội – Đồng bằng sông Hồng (Hà Nội Kinh-Đồng Bằng Sông Hồng)
- Duyên hải Bắc Trung Bộ (Bắc Trung Bộ)
- Duyên hải Nam Trung Bộ (Nam Trung Bộ)
- Tây Nguyên (Cao Nguyên)
- Đông Nam Bộ
- Tây Nam Bộ – Đồng bằng sông Cửu Long (Sông Mê Kông Delta)

##### Các tỉnh của Việt Nam
Các tỉnh của Việt Nam
Việt Nam được phân chia thành 58 tỉnh.

##### Các huyện của Việt Nam
Các huyện của Việt Nam
Các tỉnh của Việt Nam được chia thành các huyện, thành phố trực thuộc tỉnh và thị trấn (hoặc thị xã).

### Nhân khẩu học Việt Nam
Nhân khẩu của Việt Nam

## Chính phủ và chính trị Việt Nam
- Hình thức chính phủ: Cộng hòa xã hội chủ nghĩa độc đảng
- Thủ đô của Việt Nam: Hà Nội
- Bầu cử tại Việt Nam
- Các đảng phái chính trị tại Việt Nam

### Các nhánh của chính phủ Việt Nam
Chính phủ Việt Nam

#### Cơ quan điều hành của chính phủ Việt Nam
- Nguyên thủ quốc gia : Chủ tịch nước Võ Văn Thưởng
- Người đứng đầu chính phủ : Thủ tướng Việt Nam Phạm Minh Chính
- Nội các Việt Nam

#### Cơ quan lập pháp của chính phủ Việt Nam
- Quốc hội Việt Nam (đơn viện)

#### Cơ quan tư pháp của Chính phủ Việt Nam
Tư pháp Việt Nam
- Tòa án nhân dân tối cao Việt Nam
  - Tòa án cấp quận của Việt Nam
    - Tòa án nhân dân cấp tỉnh Việt Nam

  - Tòa án quân sự Việt Nam
  - Tòa án hành chính Việt Nam
  - Tòa án kinh tế Việt Nam
  - Tòa án lao động Việt Nam

### Quan hệ đối ngoại của Việt Nam
Quan hệ đối ngoại của Việt Nam
- Cơ quan ngoại giao tại Việt Nam
- Cơ quan ngoại giao của Việt Nam

#### Thành viên tổ chức quốc tế
Cộng hòa xã hội chủ nghĩa Việt Nam là thành viên của:
| - Asian Development Bank (ADB) - Asia-Pacific Economic Cooperation (APEC) - Asia-Pacific Telecommunity (APT) - Association of Southeast Asian Nations (ASEAN) - Association of Southeast Asian Nations Regional Forum (ARF) - Architects Regional Council Asia (ARCASIA) - Colombo Plan (CP) - East Asia Summit (EAS) - Food and Agriculture Organization (FAO) - Group of 77 (G77) - International Atomic Energy Agency (IAEA) - International Bank for Reconstruction and Development (IBRD) - International Civil Aviation Organization (ICAO) - International Criminal Police Organization (Interpol) - International Development Association (IDA) - International Federation of Red Cross and Red Crescent Societies (IFRCS) - International Finance Corporation (IFC) - International Fund for Agricultural Development (IFAD) - International Labour Organization (ILO) - International Maritime Organization (IMO) - International Mobile Satellite Organization (IMSO) - International Monetary Fund (IMF) - International Olympic Committee (IOC) - International Organization for Migration (IOM) | - International Organization for Standardization (ISO) - International Red Cross and Red Crescent Movement (ICRM) - International Telecommunication Union (ITU) - International Telecommunications Satellite Organization (ITSO) - Inter-Parliamentary Union (IPU) - Multilateral Investment Guarantee Agency (MIGA) - Nonaligned Movement (NAM) - Organisation internationale de la Francophonie (OIF) - Organisation for the Prohibition of Chemical Weapons (OPCW) - United Nations (UN) - United Nations Conference on Trade and Development (UNCTAD) - United Nations Educational, Scientific, and Cultural Organization (UNESCO) - United Nations Industrial Development Organization (UNIDO) - Universal Postal Union (UPU) - World Confederation of Labour (WCL) - World Customs Organization (WCO) - World Federation of Trade Unions (WFTU) - World Health Organization (WHO) - World Intellectual Property Organization (WIPO) - World Meteorological Organization (WMO) - World Tourism Organization (UNWTO) - World Trade Organization (WTO) |

### Luật pháp và trật tự tại Việt Nam
Luật pháp Việt Nam
- Hình phạt tử hình tại Việt Nam
- Hiến pháp Việt Nam
- Tội phạm tại Việt Nam
- Nhân quyền tại Việt Nam
  - Quyền LGBT tại Việt Nam
  - Tự do tôn giáo tại Việt Nam
- Thực thi pháp luật tại Việt Nam
- Truy tố
  - Viện kiểm sát nhân dân tối cao Việt Nam

### Quân đội Việt Nam
Quân đội của Việt Nam
- Chỉ huy
  - Tướng lĩnh:
    - Bộ Quốc phòng Việt Nam
- Lực lượng
  - Quân đội nhân dân Việt Nam
  - Hải quân Việt Nam
  - Không quân Việt Nam
  - Những lực lượng đặc biệt của Việt Nam
- Lịch sử quân sự Việt Nam
- Cấp bậc quân đội của Việt Nam

### Chính quyền địa phương tại Việt Nam
Chính quyền địa phương tại Việt Nam

## Lịch sử Việt Nam
Lịch sử Việt Nam
- Lịch sử kinh tế Việt Nam
- Lịch sử quân sự Việt Nam

## Văn hóa Việt Nam
Văn hóa Việt Nam
- Kiến trúc Việt Nam
- Ẩm thực Việt Nam
- Trang phục Việt Nam
- Dân tộc thiểu số tại Việt Nam
- Ngôn ngữ của Việt Nam
- Truyền thông tại Việt Nam
- Bảo tàng tại Việt Nam
- Các biểu tượng quốc gia của Việt Nam
  - Quốc huy Việt Nam
  - Quốc kỳ Việt Nam
  - Quốc ca Việt Nam
- Người dân Việt Nam
- Mại dâm tại Việt Nam
- Các ngày lễ tại Việt Nam
- Danh sách di sản thế giới tại Việt Nam

### Nghệ thuật tại Việt Nam
- Điện ảnh Việt Nam
- Văn học Việt Nam
- Âm nhạc Việt Nam
- Truyền hình Việt Nam
- Sân khấu Việt Nam

### Tôn giáo tại Việt Nam
Tôn giáo tại Việt Nam
- Phật giáo tại Việt Nam
- Kitô giáo tại Việt Nam
- Ấn Độ giáo tại Việt Nam
- Hồi giáo tại Việt Nam
- Do Thái giáo tại Việt Nam

### Thể thao tại Việt Nam
Thể thao tại Việt Nam
- Bóng đá tại Việt Nam
- Việt Nam tại Thế vận hội

## Kinh tế và cơ sở hạ tầng của Việt Nam
Kinh tế Việt Nam
- Xếp hạng kinh tế, theo GDP trên danh nghĩa (2007) : thứ 59 (thứ năm mươi chín)
- Nông nghiệp tại Việt Nam
- Ngân hàng Việt Nam
  - Ngân hàng Nhà nước Việt Nam (ngân hàng trung ương)
- Viễn thông tại Việt Nam
  - Internet tại Việt Nam
- Các công ty Việt Nam
- Tiền tệ của Việt Nam: Đồng
  - ISO 4217: VNĐ
- Lịch sử kinh tế Việt Nam
- Năng lượng tại Việt Nam
- Kế hoạch 5 năm của Việt Nam
- Chăm sóc sức khỏe tại Việt Nam
- Du lịch tại Việt Nam
- Giao thông vận tải tại Việt Nam
  - Các sân bay Việt Nam
  - Vận tải đường sắt Việt Nam
- Cấp nước và vệ sinh tại Việt Nam

## Giáo dục tại Việt Nam
Giáo dục tại Việt Nam

## Sức khỏe tại Việt Nam
Sức khỏe tại Việt Nam